# 291847 Ladoix
291847 Ladoix este o planetă minoră (asteroid) din centura de asteroizi. A fost descoperită pe 19 iulie 2006 la Vicques⁠(d) de Michel Ory⁠(d). 
Obiectul prezintă o orbită caracterizată de o semiaxă mare de 2,3906684141262 UAi, o excentricitate de 0,29, o înclinație de 4,6 ° în raport cu ecliptica.